# Pinggirsari (Ngantru)
Pinggirsari is een bestuurslaag in het regentschap Tulungagung van de provincie Oost-Java, Indonesië. Pinggirsari telt 5056 inwoners (volkstelling 2010).